# Путьково (Сафоновский район)
Путьково — деревня в Смоленской области России, в Сафоновском районе. Население – 6 жителей (2007 год) . Расположена в центральной части области в 25 км к юго-востоку от города Сафонова, в 11 км южнее автодороги М1 «Беларусь». В 7 км севернее от деревни железнодорожная станция Издешково	 на линии Москва — Минск. Входит в состав Игнатковского сельского поселения.

## История
В годы Великой Отечественной войны деревня была оккупирована гитлеровскими войсками в сентябре 1941 года, освобождена в 1943 году.